# Ipassa Makokou biosfærereservat
Ipassa Makokou biosfærereservat ligger i Gabon og har et areal på 150 km2. Ipassa-Makokou biosfærereservat ligger langs bredden af Ivindofloden og repræsenterer et eksempel på den tætte tropiske regnskov i Congo-Guinea regionen.

## Historie
Reservatets kerneområde er usædvanligt velundersøgt, da der i 1963 blev oprettet områder med langtidsovervågning. Der er en forskningsstation i området der er i drift, og der er også udført undersøgelser af agroforestry. I 1985 ophørte det meste af forskningsaktiviteten, og der fandt en stigning i krybskytteri og menneskelig indtrængen sted. Der er fremsat adskillige forslag til renovering af forskningscentret, men stedet er fortsat forholdsvis underudnyttet.

## Miljø
Biosfærereservatet er det eneste område i Gabon, hvor der ikke er skovdrift, og derfor er kerneområdet i en relativt uberørt tilstand. Biosfærereservatet, der har et areal på 150 km2, rummer mere end 2.000 plantearter og 600 arter af pattedyr, krybdyr, fisk, padder og fugle. Blandt de mest truede plantearter er Ardisia belingensis og Rhaptopetalum belingensis . Reservatet er udpeget som et vigtigt fugleområde (IBA) af BirdLife International, fordi det understøtter betydelige bestande af mange fuglearter.
Der bor ingen mennesker i reservatområdet. Imidlertid ligger mange landsbyer langs den sydlige bred af Ivindo-floden. De vigtigste menneskelige aktiviteter omfatter traditionelt landbrug, husdyravl og udnyttelse af skovressourcer.